# جغرافيا إقليم كردستان العراق

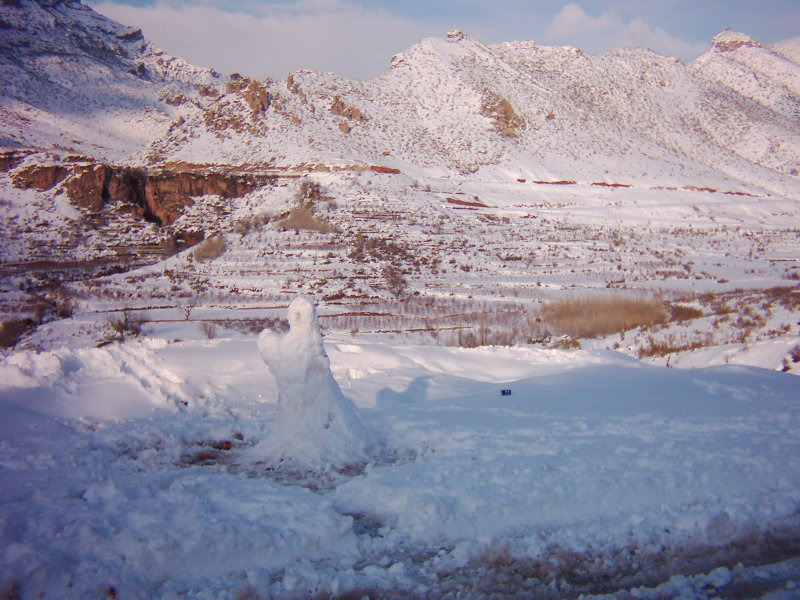
صورة للثلوج في منطقة شرانش في محافظة دهوك في اقليم كردستان العراق

اقليم كُردستان العراق يتالف من ذلك الجزء من كردستان الواقع في حدود دولة العراق الذي تكون بعد الحرب العالمية الأولى، وهو اقليم انفصالي وتسكنه اغلبية كُردية التي تسيطر على بقية الاقليات والقوميات والديانات التي تسكنه ومن الناحية الدستورية والقانونية يسمى بـ (اقليم كردستان العراق) وهو اقليم فيدرالي في دستور العراق الجديد.

## المناطق والحدود
اقليم كوردستان يتألف من كافة مناطق محافظات أربيل والسليمانية، ودهوك. البحوث التاريخية والجغرافية اتفقت على أن جبال همرين هي الحدود الفاصلة بين اقليم كوردستان والعراق، بالرغم من وجود بعض المشاكل حول الحدود الجغرافية في هذا الجزء.

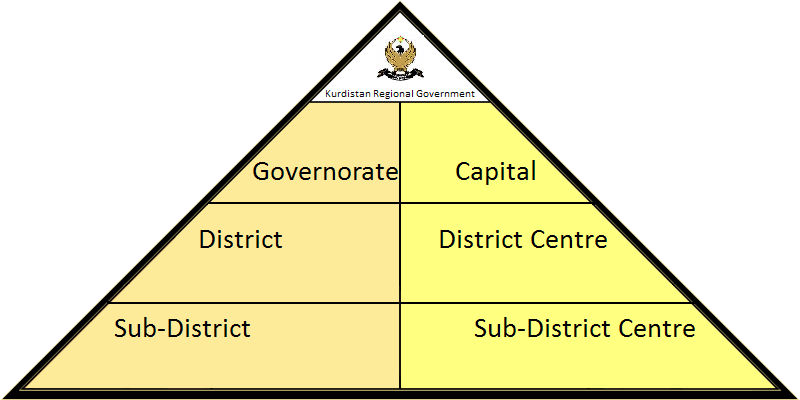
مستويات التقسيمات الإدارية لكردستان.

## مناخ الإقليم
إن النسبة المثوية لحرارة شهر كانون الثاني الذي يعتبر من أبرد أشهر السنة في الإقليم يسجل مابين (1.3) درجة مئوية في محطة مصيف صلاح الدين و (9.9) نسبة مثوية في خانقين وبشكل عام كلما اتجهنا نحو الشمال والشمال الشرقي فان النسبة المئوية لدرجة الحرارة تنخفض لان في هذه المنطقة أي الشمال والشمال الشرقي تكون الأرض مرتفعا اعلى منه في الجنوب. وان الاطراف الشمالية للإقليم تقع في تلك المنطقة التي تبتعد عن خطوط العرض والتي تؤدي بدورها إلى قصر النهار في الشتاء وتقل حدة اشعة الشمس. ويتميز بنقص حدة زاوية سقوط اشعة الشمس، وطول فترة النهار ولوجود تيارات هوائية قارية جافة في فترة الصيف تعتبر من إحدى العوامل الرئيسية في ارتفاع درجة حرارة صيف الإقليم. وان النسبة المئوية لدرجة الحرارة في شهر تموز الذي يعتبر من اشد الأشهر حرارة في الإقليم يسجل 30 درجة مئوية ومافوق.
يوجد هناك اختلافات كبيرة في نسبة سقوط الأمطار في اقليم كوردستان وسجل المعدل الوسطي مابين 328 ملم في خانقين وأكثر من 702 ملم في زاخو و969 في رواندوز و1008 في عقرا و1263 في بنجوين وبشكل عام نستطيع ان نقول ان نسبة سقوط الأمطار في اقليم كوردستان تزداد كلما اتجهنا نحو الشمال والشمال الشرقي ويعود السبب إلى الارتفاع والانخفاض في الأرض وإلى نسبة المنخفضات الجوية التي تمر فوق المنطقة حيث اننا كلما اتجهنا نحو الشمال تكثف من تلك المنخفضات

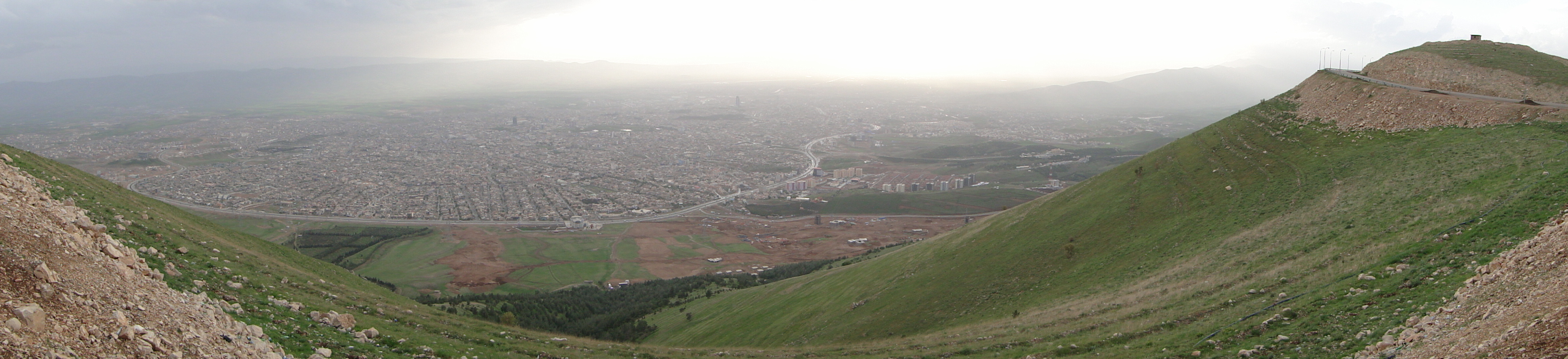
بانوراما على السليمانية

### المناطق الثانوية من حيث هطول الأمطار

#### منطقة دائمة الأمطار
هذه المنطقة تتضمن القسم الشمالي والشمال الشرقي من اقليم كوردستان العراق اما بالنسبة للحدود الجنوبية فهي تحاذي المناطق الجبلية الجنوبية للإقليم وفي هذه المنطقة بالذات نجد صعوبة في تمييز نسبة سقوط الأمطار حيث سجل المعدل السنوي لهطول الأمطار بما لايقل عن 500 ملم لذا فالزراعة في هذه المنطقة يمكن ان تعتمد على الأمطار بشكل كامل.

#### منطقة متقطعة الأمطار
وهي تتضمن منطقة شبه جبلية حيث ان نسبة سقوط الأمطار فيها قليلة فهي تقل عن النسبة السنوية 500 ملم وتعرف هذه المنطقة الثانوية بان نسبة الأمطار الشهرية والفصلية والسنوية فيها متقلبة بشكل كبير مقارنة مع المنطقة السابقة التي تحدثنا عنها لذا فإن الزراعة الشتوية وخاصة في الجزء الجنوبي والجنوبي الغربي يمكن أن تتعرض لخطر الجفاف.

### المناطق المناخية

#### منطقة المناخ المتوسط
تشمل هذه المنطقة الاقسام الشمالية والشمالية الشرقية من الإقليم، والحدود الجنوبية مع الحدود الجنوبية للمنطقة الجبلية للإقليم، تبلغ مساحة هذه المنطقة أكثر من 50 الف كم2، وتكون شديدة البرودة في الشتاء، وتكون رطبة ومائلة إلى البرودة في الصيف، وهي أكثر المناطق امطارا في العراق حيث يبلغ مجموع نسبة هطول الأمطار السنوية 500 ملم، ولاتنخفض هذه النسبة حتى نتجه إلى الشرق والشمال والشمال الشرقي، فنسبة الأمطار تزداد أكثر في هذه المنطقة ولعدة أيام وتتسبب بقطع طرق النقل بين البلدات المختلفة في تلك المنطقة.

#### منطقة المناخ شبه الجاف
وتشمل هذه المنطقة الجزء الآخر من الإقليم، من ناحية نظام هطول الأمطار تشبه المنطقة السابقة (الصيف جاف ورطب والشتاء ماطر) ولكنه يتميز بقلة هطول الأمطار (نسبة هطول الأمطار السنوية اقل من 500 ملم، وارتفاع درجات الحرارة في الصيف، والشتاء اقل برودة، وهطول الثلوج يكون نادرة).

## السكان

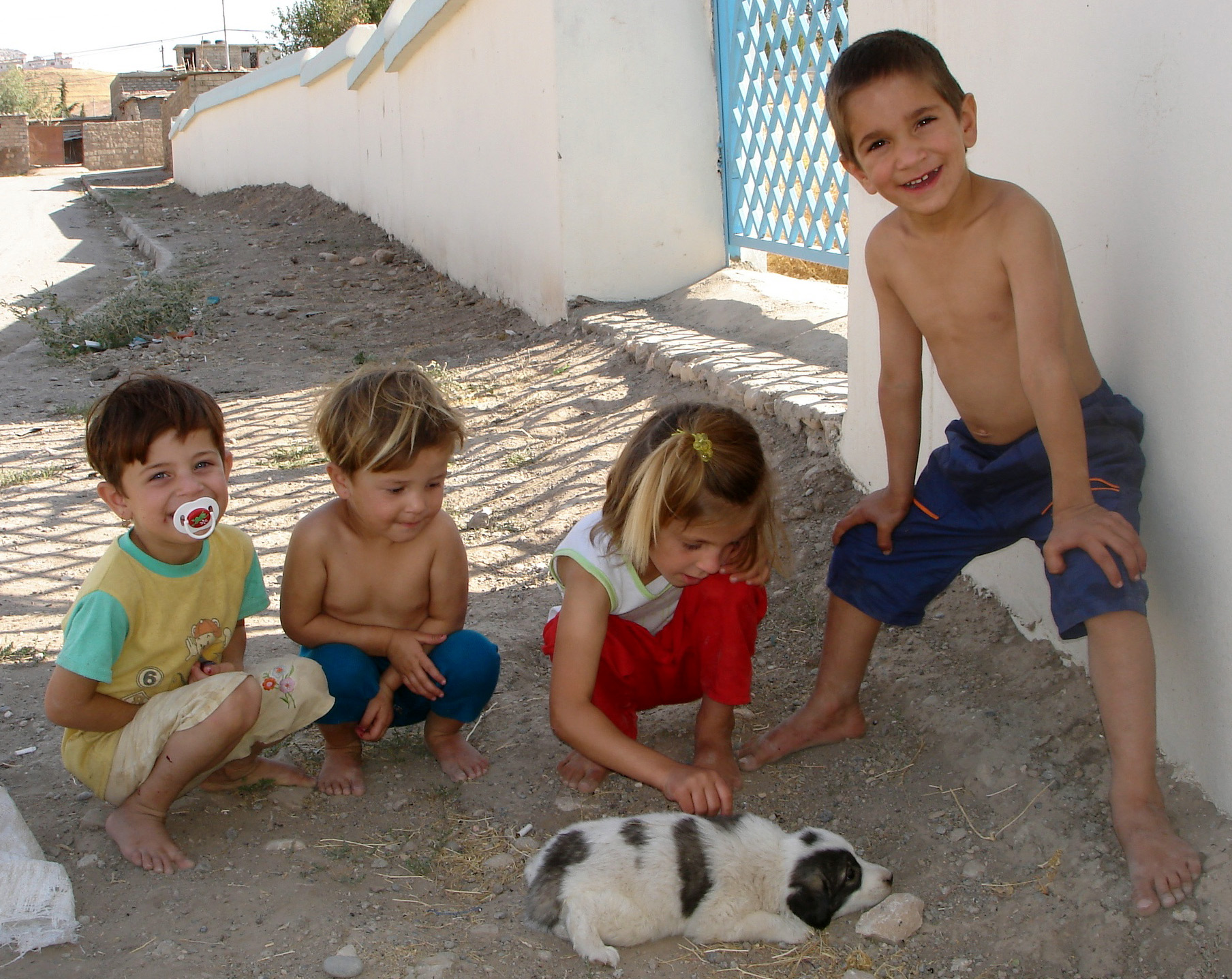
أطفال كرد في السليمانية.

حسب تعداد السكان لسنة 1927-2013 كان كالتالي:
- في سنة 1927 بلغ تعداد هذا الجزء من كوردستان 613.347 نسمة
- سنة 1935 بلغ العدد 1.010.905 نسمة.
- سنة 1947 وصل العدد إلى 1.383.378ر سمة.
- سنة 1957 وصل عدد السكان في كوردستان إلى 1.822.390 نسمة.
- في 1965 وصل إلى 2.217.109 نسمة.
- حسب إحصاء سنة 1977 وصل العدد إلى 3.303.300 نسمة.
- في سنة 1987 وصل العدد إلى 4.286.697 نسمة.
- في سنة 2013 وصل العدد إلى 8,350,000 نسمة.

تيجدر الإشارة إلى أن هذه الإحصاءات ليست صحيحة ودقيقة، وهناك شكوك في صحة الأرقام بسبب مجموعة من الأسباب السياسية والاجتماعية ومع ذلك فإنها تشير إلى أن كل الإحصائيات التي جرت في العراق، سجلت تلك الأرقام بشكل رسمي، وتبين أن عدد سكان أقليم كوردستان كما توضح الأرقام السابقة، ازدادت إلى نسبة 3 ملايين و773 ألف في القرن الأخير، بمعنى آخر إن عدد سكان إقليم كوردستان بلغ 4 ملايين و387 ألف نسمة في الفترة بين 1927-1987 يتبين أن نسبة الزيادة السنوية كانت 3.8%.
في الوقت نفسه يجب أن لا ننسى بأنه نتيجة لسياسات الأنظمة المحتلة لكورستان، فقد تعرضت ديموغرافية ومكونات وثقافات إقليم كوردستان إلى الإبادة الجماعية. حسب المعلومات فان المساحة الفعلية التي تخضع لسلطة حكومة إقليم كوردستان تبلغ فقط 35891 كلم، وهناك مساحة 51226 كلم هي مناطق كوردية مستقطعة، أي أن نسبة 95% من إقليم كوردستان هي خارج سلطة (إقليم كوردستان). وحسب المعلومات هناك أربعة محافظات وعشرين قضاء وأربعة وسبعين ناحية من إقليم كوردستان واقعة في المناطق المستقطعة وهي تبلغ نسبة 53%.

## الأنهار

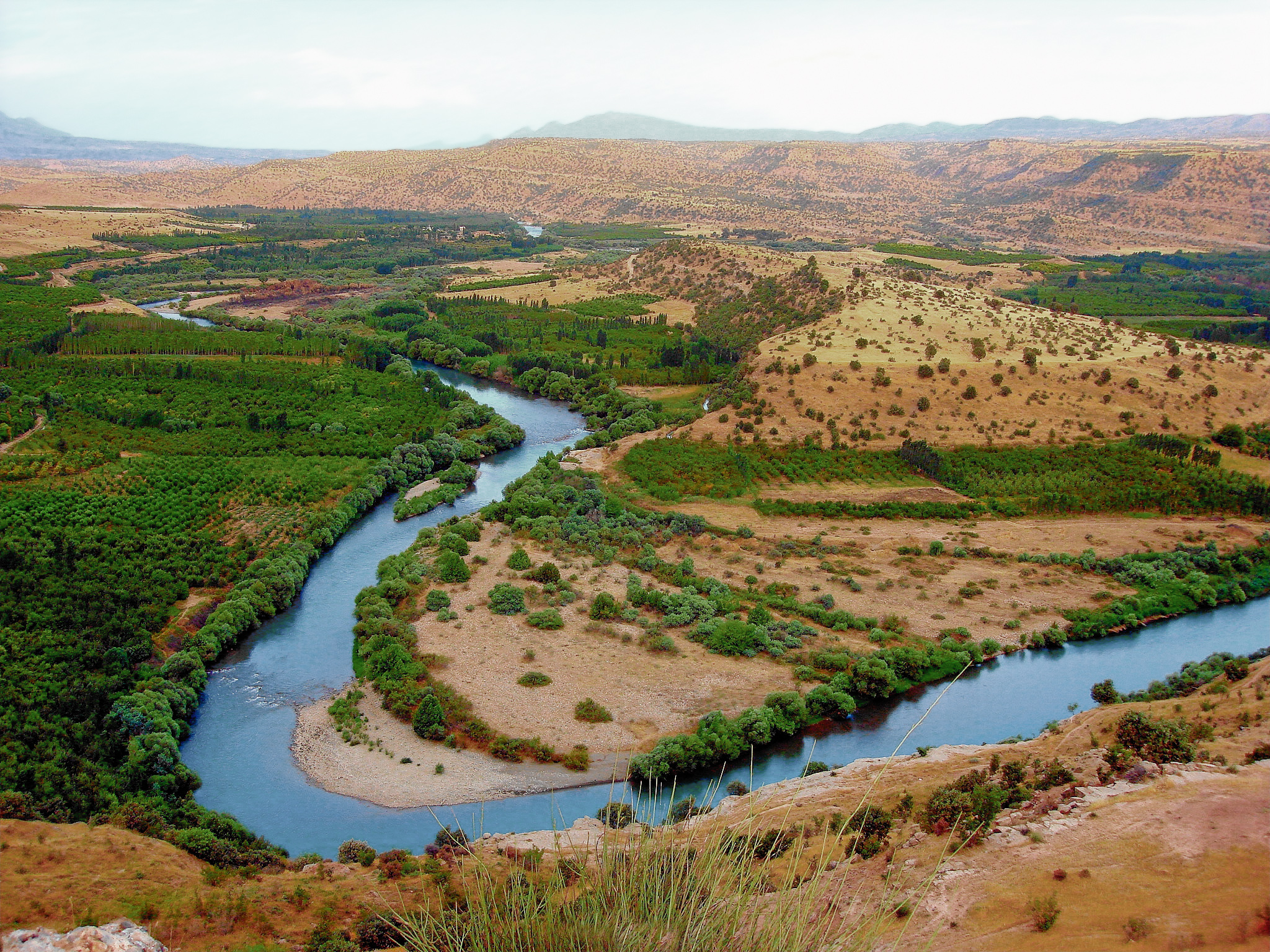
أكبر نهر الزاب قرب أربيل كردستان العراق

ينبع من جبال كوردستان أربعة أنهار كبيرة:
نهر راس : يجري في إقليم بينجول، في تركيا، ويصب في بحر قزوين ويبلغ طوله 920 كم.
نهر دجلة : ينبع من بحيرة جولجوك (Golcuk)، في أواسط طوروس الجنوبية الشرقية، شمال مدينة ديار بكر، في تركيا ويصب في الخليج العربي.
نهر الفرات : وينبع فرعه المسمى قرا صو، من دوملو تبه، شمال أرزروم وينبع فرعه المسمى نهر مراد، من آلا داغ، الواقعة بين بحيرة وان وجبال آغري، في تركيا ويلتقي الفرعان في شمالي غربي مدينة ألازيغ، ليكوِّنا نهر الفرات، الذي يخترق الأراضي، السوريا والعراقية، ليصب في الخليج العربي.
ونهر قيزيل أوزان : ينبع من جنوب غرب مدينة ديوان دَرَه، في إيران ويجري في إقليمَي زنجان وميانه، ثم في جنوب مدينة رَشت، حيث يسمى سفيد رود، ليصب في بحر قزوين.
ومن أنهار كوردستان، كذلك، الزاب الكبير، الذي يجري في تركيا والعراق والزاب الصغير وكلاهما يصب في نهر دجلة وعموماً فإن المناطق الكوردية، تمتلك مصادر وفيرة للمياه، إن أكثر الأنهار والمياه، تنبع من المرتفعات الشمالية، كالفرات وفرعَيه، ودجلة وروافده وهناك أنهار عديدة، يصب بعضها في بحيرة وان، وبعضها الآخر في بحيرة أورمية، الواقعة في كوردستان إيران.

## البحيرات
تقع في الجزء الشمالي الغربي من إقليم كوردستان بحيرتان، هما: وان (فان)، ومساحتها 3765 كم2 وهي شديدة الملوحة، وأورمية، ومساحتها 6000 آلاف كم2.
وتوجد بحيرة خامزار جولجوك شمال آمد (ديار بكر)، عند منبع دجلة وبحيرة زيفار في منطقة سِـنّا، قرب مه ريوان، في كوردستان إيران.